# Gewog di Choekor
Il gewog di Choekor è uno dei quattro raggruppamenti di villaggi del distretto di Bumthang, nella regione Meridionale, in Bhutan.